# 大筋由里桂
大筋 由里桂（おおすじ ゆりか、1994年1月30日 - ）は、日本の元タレント、元キャスター、医師。かつてまくびープロに所属していた。

## 来歴・人物
- 東京都生まれ。生後6ヶ月の時から4歳までオーストラリアで過ごす[1]。豊島岡女子学園高等学校卒業後[2]、東京大学理科三類に入学[2]。2013年5月に行われた同大学学園祭「五月祭」において東大美女図鑑に参加したことをきっかけに、同年のミス東大ファイナリストに推挙される[3][4]。2014年、まくびープロに所属し芸能活動を開始。
- 趣味はテニスとアイドル鑑賞[4]。特にAKB48や乃木坂46が好きで、ライブにもよく行く[1]。大学では医学部テニス部とバレーボールサークル、国際交流サークルなどで活動[1]。
- 英語検定準一級、日本空手協会初段[4]。
- 人生のモットーは「為せば成る、為さねば成らぬ何事も」[2]。
- 現在は、まくびープロを退所し、芸能界引退の末、一般男性と結婚。
- 2021年2月27日には自身のインスタグラムにて第一子の妊娠を公表した。5月30日に女児の出産を発表[5]。
- 2018年東京大学医学部医学科を卒業し、日本赤十字社医療センターで初期研修医。2022年現在、東京大学大学院医学系研究科博士課程在学。
- 2025年にGoogle Japanに入社した。

## 出演

### テレビ
- 笑っていいとも!（2013年9月27日・10月25日、フジテレビ）- 「関根勤さんの今一番会いたい人」「高学歴美人企画」出演
- ビジネスクリック（2014年4月24日 - 2015年3月31日、TBS ） - 火曜担当キャスター
- ネプリーグSP（フジテレビ）
  - 最強インテリ決定戦! 林先生vs11人の天才芸能人（2015年2月9日） - ゲスト出演
  - 激突芸能界最強インテリ決戦（2015年4月27日） - ゲスト出演

### 雑誌
- 週刊プレイボーイ（2013年11月18日号 - 集英社）
- 週刊ポスト（2013年11月29日号 - 小学館）
- FRIDAY（2013年11月29日号 - 講談社）
- 理系ナビ（2014夏号 -ドリームキャリア）[6]